# Beris kovalevi
Beris kovalevi är en tvåvingeart som beskrevs av Rozkosny och Nartshuk 1980. Beris kovalevi ingår i släktet Beris och familjen vapenflugor. Inga underarter finns listade i Catalogue of Life.